# Théorie du gâteau
La théorie du gâteau (chinois simplifié : 蛋糕论 ; chinois traditionnel : 蛋糕論 ; pinyin : dàngāo lùn) est une métaphore sur le développement économique et la redistribution des richesses dans le discours politique chinois. Elle est apparue en 2010, alors que les problèmes liés à l'augmentation des écarts de richesse devenaient de plus en plus évidents. Si le développement économique est considéré comme une analogie avec la cuisson d'un gâteau, une partie du débat suggère que le développement devrait se concentrer sur une « répartition plus équitable du gâteau », tandis que l'autre partie affirme que le développement devrait se concentrer sur la « cuisson d'un plus gros gâteau ».

## Théorie
Trente années de croissance économique en Chine ont permis d'améliorer le niveau de vie et d'augmenter considérablement le revenu national, mais elles ont également creusé l'écart entre les riches et les pauvres et entraîné une série de problèmes sociaux. Les nouveaux riches sont considérés soit comme les bénéficiaires de leur dur labeur et de leur esprit d'entreprise dans le cadre de la nouvelle économie de marché, soit comme des tricheurs du système et des héritiers de privilèges injustes. Lors du Congrès national du peuple de 2010, le premier ministre Wen Jiabao a fait remarquer que « nous devons développer notre économie pour faire grossir le gâteau de la prospérité, mais aussi utiliser un système raisonnable pour distribuer le gâteau de manière équitable ».
Pour faire face aux conflits de plus en plus aigus entre les différents groupes d'intérêt, le Parti communiste chinois se serait divisé idéologiquement sur la « question du gâteau ». D'un côté, les communistes orthodoxes suggèrent que la solution consiste à se concentrer sur la distribution de la richesse tout en poursuivant une croissance plus élevée (« diviser le gâteau »), tandis que les réformateurs et les libéraux suggèrent que la solution consiste à poursuivre la croissance et à se préoccuper de la division de la richesse une fois que le seuil de richesse matérielle est atteint (« faire un plus gros gâteau »).
Le clivage idéologique est apparu publiquement dans une guerre des mots fin 2011, lorsque le chef du parti de Guangdong, Wang Yang, a déclaré qu'« il faut d'abord faire un plus gros gâteau avant de le diviser », ajoutant que le « développement économique continu » devait primer sur toutes les autres tâches. En réponse, le chef du parti de Chongqing, Bo Xilai, a fait remarquer : « Certaines personnes pensent [...] qu'il faut d'abord faire un gros gâteau avant de le diviser ; mais c'est faux en pratique. En effet, si la répartition du gâteau est injuste, ceux qui le fabriquent ne seront pas motivés pour le faire ; nous ne pouvons donc pas faire un plus gros gâteau".
L'approche égalitaire « diviser le gâteau » est une composante importante du modèle de Chongqing proposé par l'ancien politicien vedette Bo Xilai. Bo a accordé à la foule de travailleurs migrants de la ville le statut de résident afin qu'ils puissent bénéficier des mêmes droits et privilèges que les résidents urbains, tels que les soins de santé et l'éducation. Si le « modèle de Chongqing » a été largement salué par certains des principaux dirigeants chinois, les experts ont fait remarquer qu'il dépendait finalement trop de la personnalité de Bo Xilai lui-même et qu'il serait donc difficile d'étendre le modèle à d'autres régions du pays.
Bien que le modèle de Guangdong soit axé sur les réformes et l'économie libérale, il est généralement associé à Wang Yang pour ce qui est de la « croissance du gâteau ». Wang Yang a également insisté sur la nécessité d'une plus grande transparence des dépenses publiques et d'un plus grand respect de l'État de droit, tout en poursuivant une économie plus orientée vers le marché, dans laquelle le marché extérieur et le secteur privé jouent un rôle clé.
La métaphore est considérée comme emblématique des luttes idéologiques au sein des échelons supérieurs de la direction chinoise. Elle pose la question centrale de savoir si la poursuite de la croissance ou une répartition équitable doit être au centre de l'agenda politique de la Chine.